# Landesgartenschau-Route

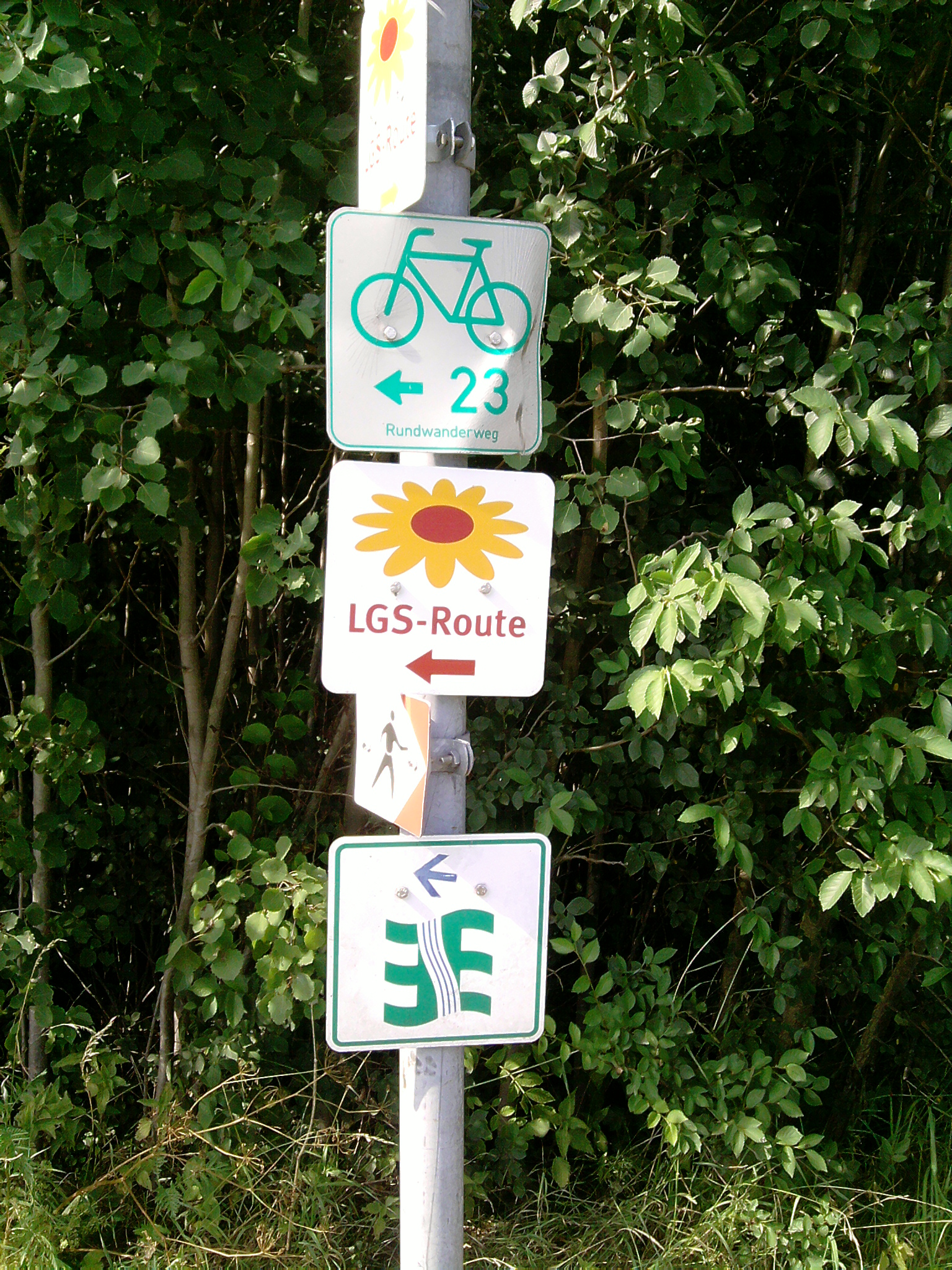
Hinweisschild

Die Landesgartenschau-Route (kurz LGS-Route) ist ein Radwanderweg in Westfalen. Sie verbindet sieben Landesgartenschau-Gelände miteinander:
- den Seepark in Lünen (Landesgartenschau 1996)
- den Maximilianpark in Hamm (Landesgartenschau 1984)
- den Vierjahreszeiten-Park in Oelde (Landesgartenschau 2001)
- die Flora Westfalica in Rheda-Wiedenbrück (Landesgartenschau 1988)
- die Gartenschaupark in Rietberg (Landesgartenschau 2008)
- die Landesgartenschau Bad Lippspringe (Landesgartenschau 2017)
- den Schloss- und Auenpark in Paderborn-Schloß Neuhaus (Landesgartenschau 1994)

Der Radweg ist in beide Richtungen ausgeschildert, so dass er in beiden Richtungen befahren werden kann.
Bis auf Bergkamen, Lippetal, Rietberg, Delbrück und Bad Lippspringe verfügen alle Etappenorte über einen Bahnanschluss.
Koordinaten: 51° 50′ 38,6″ N, 8° 18′ 5,5″ O